# Ostelsheim
Ostelsheim là một thị xã trong huyện Calw bang Baden-Württemberg thuộc nước Đức. Đô thị Ostelsheim có diện tích 9,23 km², dân số thời điểm 31 tháng 12 năm 2020 là 2463 người.